# ایلناو-افریکونیکون
ایلناو-افریکونیکون (به لاتین: Illnau-Effretikon) یک منطقهٔ مسکونی در کشور سوئیس است که در بخش پففیکون واقع شده‌است.

## خواهرخوانده
شهرهای ارلوا، Mont-sur-Rolle و گرسبوتوار خواهرخوانده‌های ایلناو-افریکونیکون هستند.